# Гвинтівка Гра
Гвинтівка Ґра (франц. Fusil Gras mle 1874) — французька казеннозарядна однозарядна гвинтівка з ковзним затвором системи Базиля Ґра під металевий патрон. Була прийнята на озброєння французької армії в 1874 році.

## Історія
Історія гвинтівки Ґра почалася незабаром після франко-прусської війни, коли переможені французи, сподіваючись на швидкий реванш, вирішили швидкими темпами переозброїти армію. Бачачи, що відразу ж після війни у німців з'явилася гвинтівка Маузера, створена під металевий патрон, французи вирішили вчинити аналогічно, але ні грошей, ні часу на розробку унікальної конструкції у них не було. І тоді капітан французької армії Базиль Ґра (фр. Basile Gras) запропонував оригінальне рішення — переробити наявну на озброєнні гвинтівку Шасспо під металевий патрон. Власне кажучи, рішення це було не таке уже й оригінальне — ще в 1864 році було вирішено переробити на казеннозарядні всі дульнозарядні гвинтівки Міньє. В основному заслуга капітана Ґра зводилась до розробки металевого патрона, який, щоправда, робився з явною оглядкою на аналогічний німецький патрон.

### Гвинтівка Ґра-Кропачека
У 1878 році багато гвинтівок Ґра, перероблених з гвинтівок Шасспо, в черговий раз зазнали переробки — цього разу до них вирішили приробити підствольний магазин системи австрійського майора Альфреда Кропачека. Калібр і патрон залишилися колишніми. У трубчастому підствольному магазині поміщається сім патронів, ще один перебував у подавачі і один в стволі, так що гвинтівка могла бути заряджена дев'ятьма патронами. Такі гвинтівки отримали назву гвинтівок Ґра-Кропачека. Гвинтівки Ґра-Кропачека можна було заряджати також по одному патрону, зберігаючи магазин для критичної хвилини бою.
У 1884 році гвинтівку ще раз вдосконалили: на 75 міліметрів був укорочений ствол. А магазин, навпаки, подовжили з тим, щоб додати в нього ще один патрон. Переробку гвинтівок здійснювали на заводах Шательро, але переробити встигли небагато екземплярів — поява гвинтівок Лебеля поставила хрест на цьому починанні.

## Конструкція

### Патрон Ґра

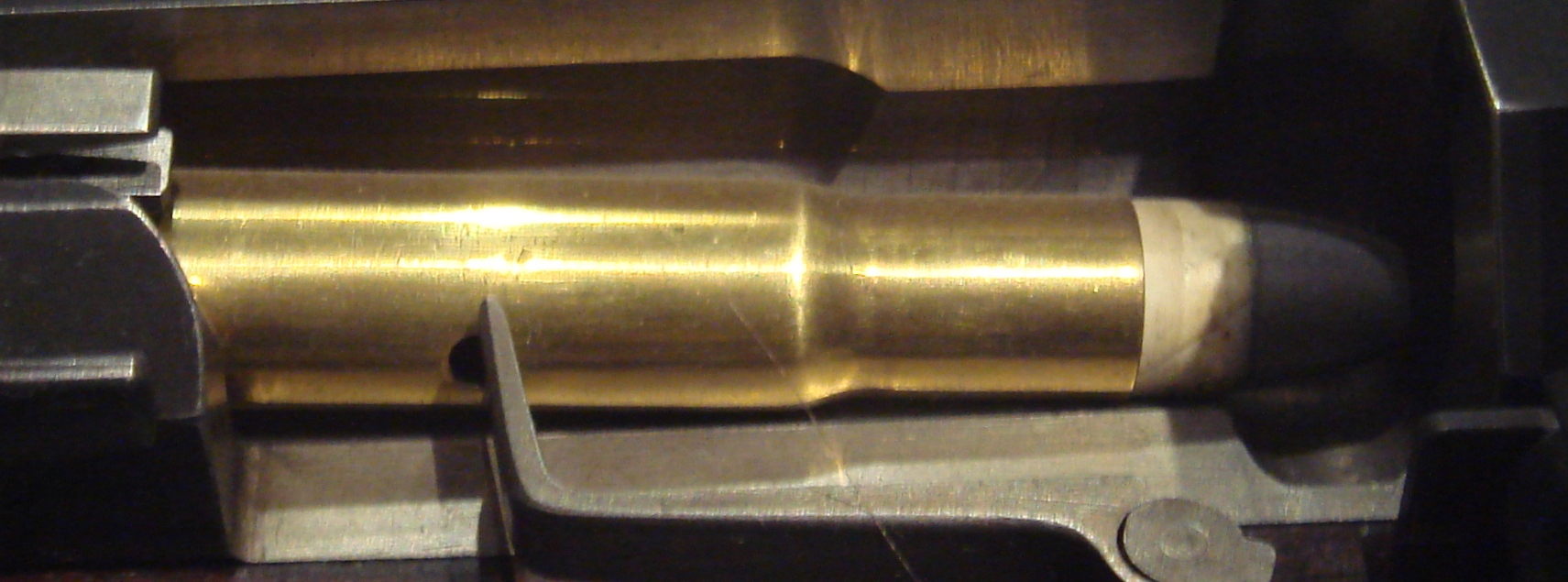
Патрон Ґра

Патрон Ґра складався з 59-мм латунної гільзи, заряду і кулі з чистого свинцю в паперовій обгортці, що важила 25 г. Між порохом і кулею знаходився сальник, який складався з чотирьох частин воску і однієї частини баранячого сала. У гільзи центрального запалювання капсуль зовні був прикритий особливим ковпачком; згодом це пристосування прибрали. Початкова швидкість кулі склала 450 м/с, що було на 45 м/с більше, ніж у гвинтівки Шасспо навіть при значно меншому (5,25 г. проти 5,6 г.) пороховому заряді.

### Затвор
Однією з особливостей затвора Ґра зразка 1874 року була відсутність з'єднань. Затвор, що складався лише з 7 деталей, розбирався без застосування інструментів і за кілька секунд. Навіть знаменитий своєю простотою затвор гвинтівки Мосіна, що складається також з 7 деталей, мав більш складну конструкцію, яка включала різьбове з'єднання курка з ударником і незнімний у польових умовах екстрактор.

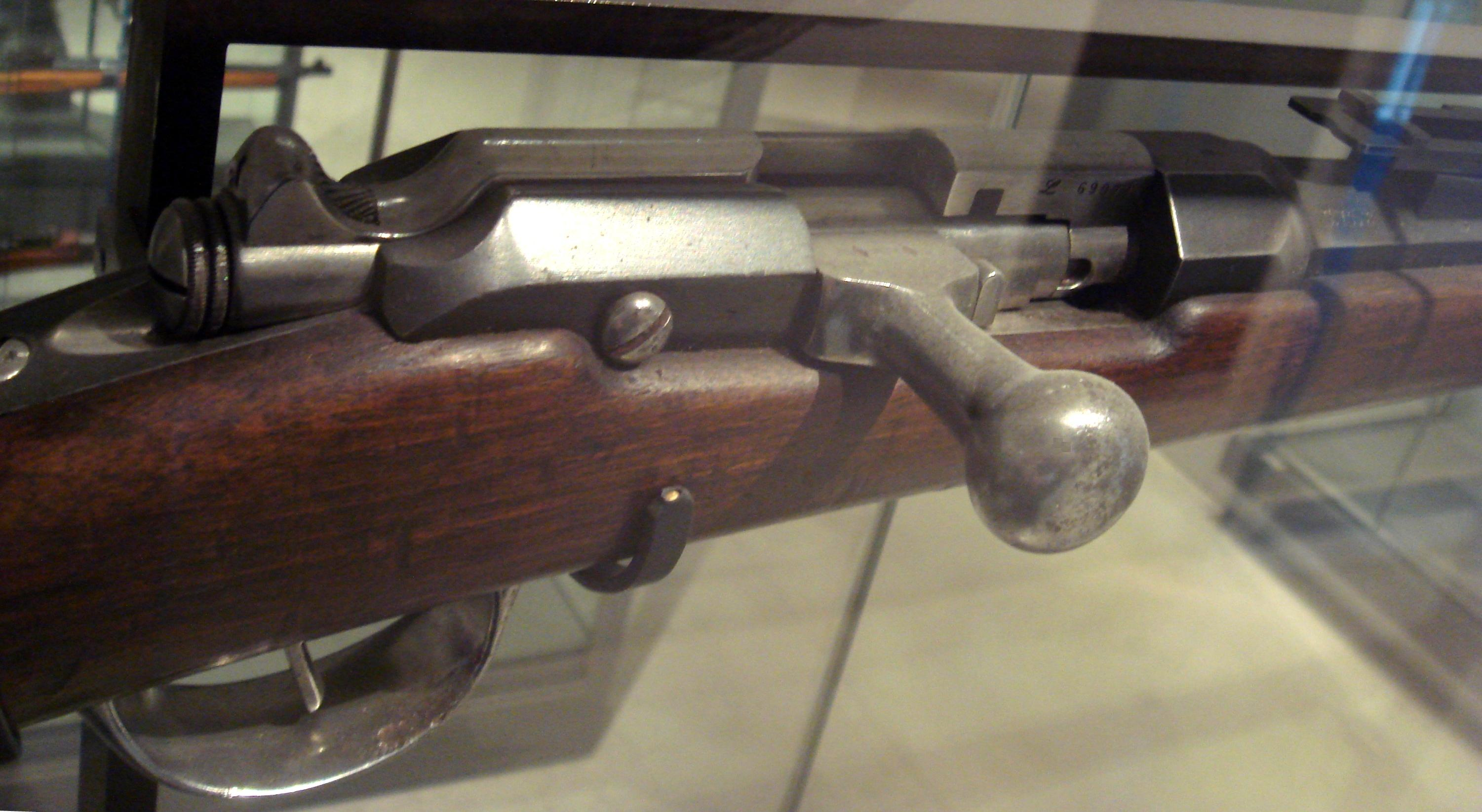
Казенник і затвор гвинтівки Ґра

Замикання каналу ствола в гвинтівці Ґра виконувалось на гребінь затвора, що повертається на чверть оберту. Екстрактор розташовувався в неповоротній личинці затвора і мав V-подібну форму пружини. Своїм верхнім пером екстрактор входив в виріз ствольної коробки і, завдяки переданому потужному зусиллю на зуб екстрактора, забезпечував надійне захоплення гільзи і надійну екстракцію. Дзеркало личинки мало виражену чашку, яка допомагала більш надійному утриманню гільзи при екстракції. Потужна і зручна рукоять затвора значно полегшувала і прискорювала перезарядження гвинтівки.
Курок затвора має запобіжний і бойовим звід. Курок кріпиться до ударника за допомогою спеціальної застібки. Постановка на запобіжний і бойовий взводи через характерну будову була небезпечна при низьких температурах. На запобіжному взводі при натисканні на спусковий гачок ударник хоча і бив по капсулю, але не викликав займання, залишаючи на ньому тільки слід удару.

### Ударно-спусковий механізм
Конструктивно спусковий механізм Ґра явно запозичений від гвинтівки системи Маузера зразка 1871 року. Пружина шептала одним своїм кінцем кріпиться гвинтом до нижньої частини ствольної коробки і має на іншому кінці зачіп для зведення курка. Але на відміну від Маузера спусковий гачок Ґра має напівкруглу задню частину гачка, що спирається на напівкруглий виріз упора ствольної коробки. При цьому виходить дещо інший вектор прикладання сили, що пояснює незвичайну форму спускового гачка гвинтівки. Ствольна коробка зі стволом кріпиться в ложі гвинтом в хвостовику ствольної коробки і двома потужними ложевими пружними кільцями. Сталевий шомпол проходить через всю ложу і кріпиться в упорі спускової скоби. Горіхова ложа має зручну, максимально пристосовану для штикового бою форму. Потиличник прикладу (як і весь приклад) — залізні.

### Приціл
Прицільні пристосування Ґра були представлені складним рамковим прицілом з подвійним щитком, з дистанціями від 200 до 1800 м і відкритою мушкою трикутного перетину, розташованою на високій платформі. Мушка зміщена вправо від центру своєї основи. Стрільба з прицілу на дистанції до 200 м ведеться з невеликої вузької цівки, розташованої на нижньому боці основної планки. Для цього рамку прицілу необхідно перекинути вперед так, щоб рамка лягла на ствол другою цівкою на позначку 300 м. При необхідності стрільби на відстань в 300 м рамку необхідно відкинути в заднє положення. При цьому рамка лягає на колодку прицілу і прицілювання ведеться вже через більшу і ширшу цівку. При стрільбі на дистанції понад 300 метрів рамка прицілу піднімається вертикально. При цьому п'ята рамки утримується пластинчастою пружиною, яка розташована в колодці прицілу і закріплена гвинтом. Стрільба на 350 м ведеться через нижній проріз в вертикально розташованій рамці, хомутик для цього необхідно підняти вгору. Стрільба на великі дистанції (від 400 до 1100 метрів) ведеться через проріз на хомутику за шкалою рамки, нарізаною на лівій стороні. Проріз для стрільби на дистанцію в 1200 м розташований на верхівці основної планки. На гвинтівці Шасспо дальність стрільби обмежена дистанцією 1200 метрів, що пов'язано з балістичними можливостями патрона. Тому приціл гвинтівки Шасспо має тільки один підйомний щиток.
Унітарний патрон нового покоління, розроблений до моменту появи гвинтівки Ґра, мав порівняно з патроном до гвинтівки Шасспо істотно кращі характеристики. Це дозволило гвинтівці мати балістичну перевага майже над усіма гвинтівками того часу. Стрільба на максимальні дистанції від 1300 до 1800 м здійснюється через трикутний проріз на вершині другого щитка. При стрільбі на дистанцію 1800 м проріз щитка розташовується вище прорізу прицілу на 200 м більше ніж на 90 мм. Зручність і ефективність при цьому зводилися до мінімуму. На вкорочених модифікаціях гвинтівки Ґра приціл має один щиток і дистанцію стрільби обмежену до 1000 метрів.

## Варіанти
Гвинтівка Ґра випускалась в декількох різних варіантах:
- піхотна гвинтівка зразка 1874 року — загальна довжина — 1305 мм (без багнета)/1827 мм (з багнетом), довжина ствола — 820 мм, маса — 4,2 кг (без багнета)/ 4,76 кг (з багнетом).
- кавалерійський карабін зразка 1874 року — загальна довжина — 1175 мм (без багнета), довжина ствола — 690 мм, маса — 3,56 кг. Багнетом цей карабін не укомплектовувався.
- жандармський карабін — довжина ствола — 690 мм, маса — 3,59 кг (без багнета)/4,245 (з багнетом).
- штуцер — загальна довжина — 990 мм (без багнетом)/1563 мм (з багнетом), довжина ствола — 505 мм, маса — 3,26 кг (без багнета)/ 3,915 (з багнетом).

У карабінів була загнута рукоятка затвора, яка знижувала зручність стрільби, але давало перевагу в носінні і зберіганні зброї.
Також в французькій армії в часи Першої світової війни була популярна переробка гвинтівки Ґра на мортирку (при цьому ствол обрізали до 100 мм, а на залишок ствола встановлювали циліндричну камеру), яка могла відстрілювати 77-мм осколкові гранати масою 550 г., або 65-мм осколкові гранати.

## Оператори
- Третя Французька Республіка — після зняття з озброєння французької армії в 1886 році, гвинтівки були передані на озброєння колоніальних частин і охоронно-поліцейських відомств.
- Греція — були прийнятті на озброєнні в 1877 році; перебували на складах армії до кінця Другої світової війни[1].
- Чилі — використовувались в ході Тихоокеанської війни; на 1893 рік на озброєнні перебували 79 тис. одиниць[2].
- Російська імперія — під час Першої світової війни на озброєння Імператорської армії перебувало 450 тис. гвинтівок Ґра і 150 тис. гвинтівок Ґра-Кропачека[3].
- Королівство Сербія — 20 березня 1916 року на нараді країн Антанти було прийнято рішення про повне переозброєння Сербії зброєю французького виробництва. В цей час Сербія отримала близько 20 тис. французьких гвинтівок різних систем, в тому числі — гвинтівок Ґра[4].
- Ефіопія — на початку 1898 року гвинтівка Ґра зразка 1874 року була найбільш поширеною зброєю ефіопської армії, також була певна кількість гвинтівок Ґра-Кропачека. Ці гвинтівки залишались на озброєнні Ефіопії до початку XX століття[5].
- Друга Іспанська республіка — невелика кількість гвинтівок Ґра перебувала на озброєнні республіканських сил під час Громадянської війни в Іспанії[6].
- Третій Райх — після окупації Греції в квітні 1941 року деяка кількість резервних грецьких гвинтівок Ґра були поставлені на озброєння допоміжних охоронно-поліцейських формувань (гвинтівки Ґра отримали найменування Gewehr 306(g), карабіни Ґра — Karabiner 561(g))

Гвинтівки Ґра перебували на озброєнні деяких африканських держав (в основному, колишніх французьких колоній) в період після закінчення Другої світової війни.